# Russell R. Waesche

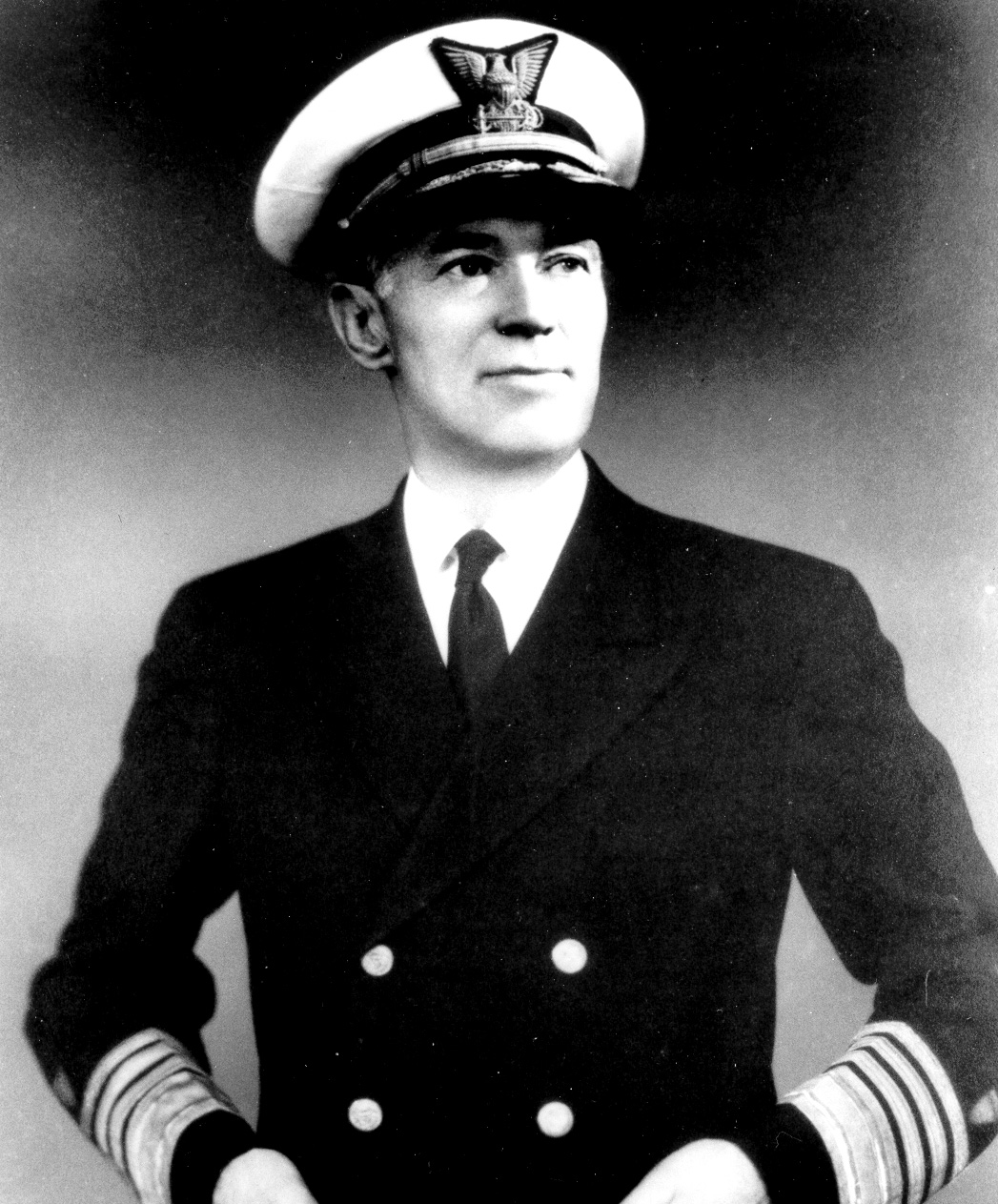
Russell R. Waesche

Russell Randolph Waesche, Sr. (nascido em 6 de janeiro de 1886 - 17 de outubro de 1946) foi o oitavo comandante da Guarda Costeira dos Estados Unidos. Foi o comandante que mais tempo ficou no cargo. Além disso, ele foi o primeiro a realizar os trabalhos do Vice-Almirante e do almirante na Guarda Costeira.